# スーパー大回転

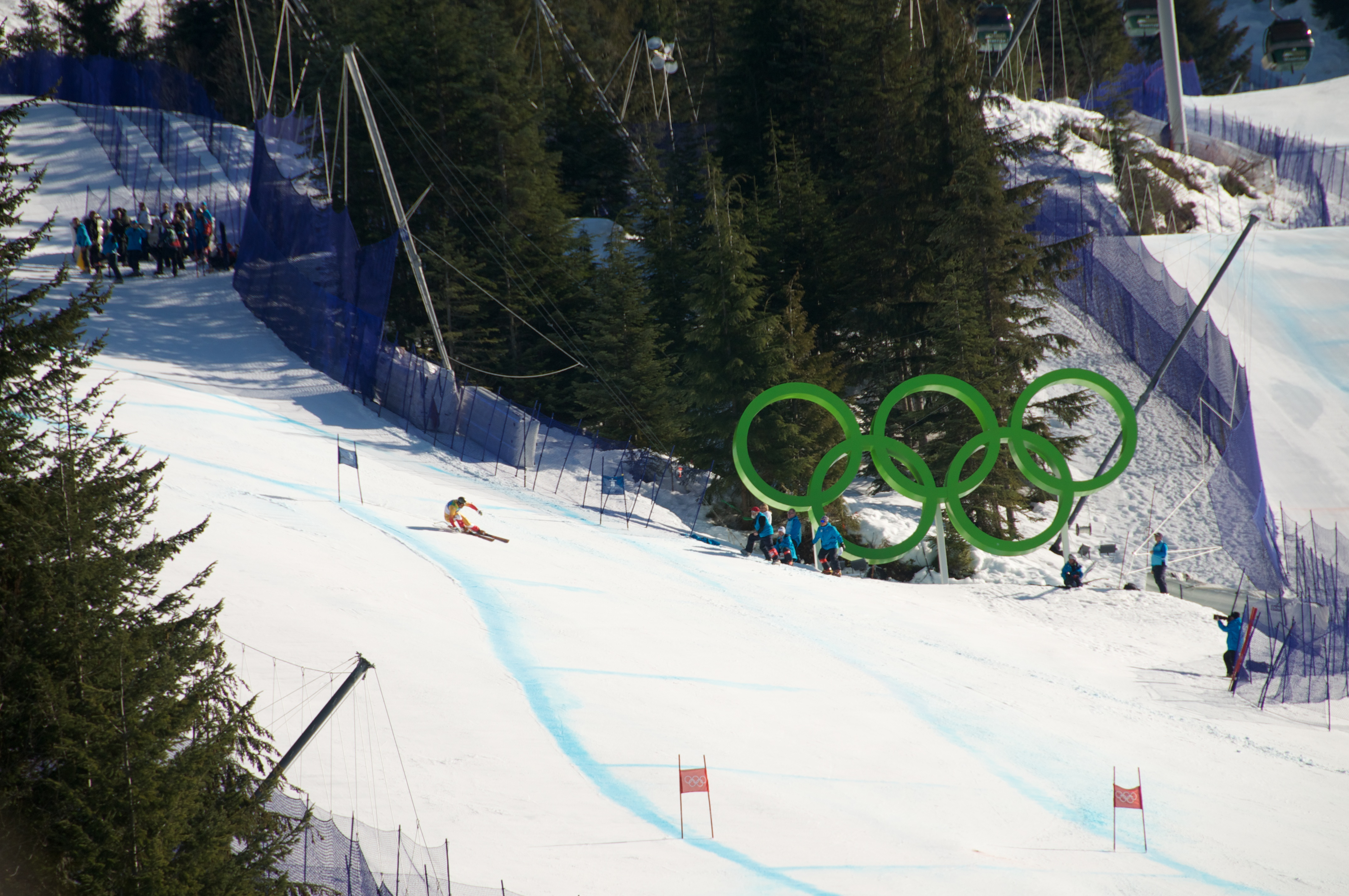
競技風景（2010年バンクーバーオリンピック）

スーパー大回転（スーパーだいかいてん）は、アルペンスキーの競技種目の1つで、滑降とともに高速系種目に分類され、滑降と大回転の中間に当たる。スーパーG、SGとも表記、呼称される。英語表記は「Super Giant Slalom skiing」である。アルペンスキーの競技種目の中では最も歴史が浅く、冬季オリンピックの正式種目に採用されたのは、1988年カルガリーオリンピックからである。
日本人選手の過去最高記録は全て千葉信哉が保持している。冬季オリンピックではカルガリーオリンピック14位、アルペンスキー世界選手権クランモンタナ22位、アルペンスキーワールドカップ・ガルミッシュ大会17位である。なお当時は15位までが入賞対象だった（現在は30位まで）ので日本人選手のアルペンスキーワールドカップ入賞は未だない。これはアルペン5種目（複合～スーパー大回転と回転競技の合計タイムを競う～を含む）の中で唯一となっている。

## コース
標高差の設定はそれぞれ次の通りである。
- オリンピック・世界選手権・ワールドカップ・コンチネンタルカップ

男子450m - 650m、女子400m - 600m
- その他全てのFIS競技会（下記以外）

男子350m - 650m、女子350m - 600m
- U16 - 14

男女とも250m - 450m
- 日本国内のユース

K1（男女とも）250m - 400m、K2（男女とも）250m - 450m
- エントリーリーグ（ENL、男子のみ）

350m - 500m
アルペン競技で旗門に使われるポールは「スラロームポール」と称されていて、「リジッドポール（屈曲しないポール）」と「フレックスポール（屈曲するポール、可倒式ポールとも）」の2種類がある。スーパー大回転では、ターニングゲート（ターン内側の旗門）のターニングポール（ターニングゲートコース側のポール）にフレックスポールとアウトサイドポール（ターニングゲート外側のポール）にリジッドポールを使ってフラッグ（旗）を取り付け、アウトサイドゲート（外側の旗門）は2本ともリジッドポールを使用してフラッグ（旗）を取り付けることが定められ、赤と青を交互に設置しなければならない（この点は滑降とは異なる）。また、方向転換数は標高差から計算され（小数点以下は切り下げか繰り上げ）、FISレベルでは7%、オリンピック・世界スキー選手権・ワールドカップ・世界ジュニア選手権・コンチネンタルカップでは6％の数としている。旗門のターニングポールの間隔は15m-28mで、通常は25m以上でなければならないが、例外もある。ただし15m以上は必ず空けなければならない。
滑降競技と同様に旗門両側間の滑走ラインアウトサイドを結んで方向を示すカラーペイントのラインが雪上に施され。選手はこの左右のラインの間を滑り降ることになる。ただ、コースの設定によっては滑走中にオーバースピードとなるなどしてカラーペイントのラインを踏み越してしまう場合があるが、スーパー大回転を含めたアルペン競技のルール上、選手は旗門に設けられる旗門線（通常は旗門のインナーポール〈内側のポール〉同士の直線、すなわち完全なる旗門の中）を確実に通過していれば良いので、カラーペイントラインを踏み越してしまった場合のペナルティは無く、あくまでもコースの目安としての取り扱いとしている。なお、カラーペイントが使われる以前より松葉などを使うことがあり、現在の規則にも定められている。また、カラーペイントは旗門の設置場所に必ず行い、全競技中は最後まで消えないようにする。
滑降よりもターンの技術が要求されるようなコースが設定されるが、それでも最高速度で100km/hを超えることもある。地形的に可能であればジャンプを設定することも可能である。

## 装備
装備は滑降に近い。

### スキー板
スキー板の長さ（以下、全長）は、当初は男子が最短205cm、女子は200cm、最低回転半径（ラディウス〈R〉）33m以上と決められていた。
2013シーズンからは一部、2014シーズンからはすべての公認大会で全長は男子210cm以上（カテゴリーによっては205cm以上）、女子205cm以上（カテゴリーによっては200cm以上）が適用されていた。回転半径は男子R≧45m、女子R≧40mが適用されている。
2020シーズンからは、一般選手において全長はコンチネンタルカップ（COC）において男子210cm以上・女子205cm以上、その他カテゴリーにおいて全長は男子205cm以上・女子200cm以上が適用されている。回転半径は現在も同じである。
ユースカテゴリーにおいては現在はK2（U16、高校1年早生まれ・中学2年 - 1 年）では男子・女子ともに全長は175cm以上（FISカテゴリーの場合、SAJカテゴリーでは183cm以上を推奨）、回転半径はR≧27m（FISカテゴリーの場合、SAJカテゴリーではR≧30mを推奨）、K1（U14、小学5年 - 6年）では男子・女子ともに全長・Rの定めはなく、体格・体力・技能に適応していれば良いとしている。

### ストック
ストックは空気抵抗を少なくするために、クローチング姿勢をとった際に体に密着するよう曲げられたシャフトと、空気抵抗を軽減する形状となったバスケット（諸見解あり）を取り付けたものが使用される。

### ヘルメット
ヘルメットは装着義務があり、FISによる安全規格基準が定められ、現在は「FISステッカーRH2013」適用品のみ認められている。

## 競技
スーパー大回転の競技は1本で行われる。この点は滑降と同じで大回転（2本）とは異なる。滑降では公式練習が行われるが、スーパー大回転では公式練習は実施されず、インスペクション（事前のコースの下見）のみで競技が行われる。